# Sablons (Gironda)
Sablons é uma comuna francesa na região administrativa da Nova Aquitânia, no departamento da Gironda. Estende-se por uma área de 11,86 km². Em 2010 a comuna tinha 1 322 habitantes (densidade: 111,5 hab./km²).